# Strajk scenarzystów w Stanach Zjednoczonych

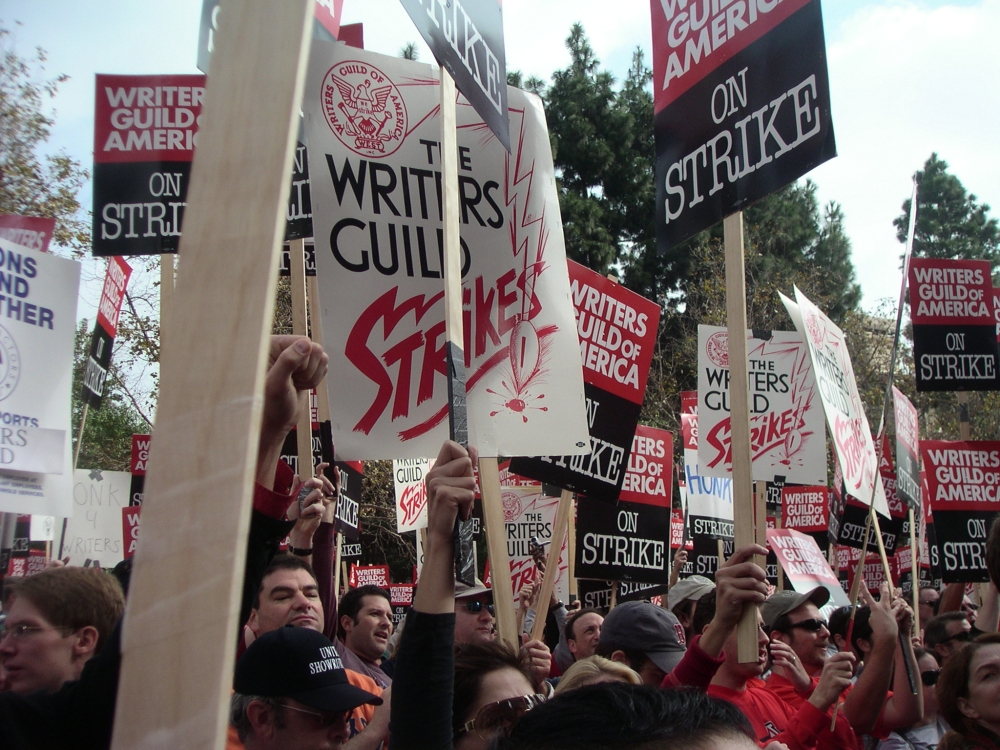
Strajkujący scenarzyści w Los Angeles.

Strajk scenarzystów w Stanach Zjednoczonych (listopad 2007 – luty 2008) - strajk scenarzystów zrzeszonych w organizacjach Writers Guild of America, East (WGAE) oraz Writers Guild of America, West (WGAW) rozpoczęty 5 listopada 2007 roku.
Strajk był skierowany przeciwko Alliance of Motion Picture and Television Producers (AMPTP), oraz organizacjom skupiającym interesy 397 amerykańskich producentów filmowych i telewizyjnych.
Osiem najbardziej wpływowych korporacji to: CBS Corporation (kierowana przez Lesa Moonvesa), Metro-Goldwyn-Mayer (kierowana przez Harry'ego Sloana), NBC Universal (kierowana przez Jeffreya Zuckera), News Corporation/Fox (kierowana przez Petera Chernina), Paramount Pictures (kierowana przez Brada Greya), Sony Pictures Entertainment (kierowana przez Michaela Lyntona), Walt Disney Company (kierowana przez Roberta Igera) oraz Warner Brothers (kierowana przez Barry'ego M. Meyera). Scenarzyści domagali się większego udziału w zyskach z eksploatacji filmów, sprzedaży płyt DVD i z publikacji w internecie.
WGAE oraz WGAW są związkami zawodowymi reprezentującymi scenarzystów pracujących w radio oraz przemyśle filmowo-telewizyjnym w Stanach Zjednoczonych. Ponad 12 000 scenarzystów dołączyło do strajku.
Negocjatorzy strajkujących scenarzystów osiągnęli wstępne porozumienie 8 lutego 2008, a rady obu związków zaakceptowały umowę 10 lutego 2008.
Zrzeszeni scenarzyści przegłosowali 12 lutego 2008 z 92.5% wynikiem koniec strajku. Ponowne głosowanie odbyło się jeszcze w lutym i dotyczyło akceptacji nowej umowy.
Związki strajkowały przez 14 tygodni oraz 2 dni (100 dni). W porównaniu poprzedni strajk trwał 21 tygodni, 6 dni i kosztował amerykański przemysł rozrywkowy około 500 milionów dolarów (870 milionów po przeliczeniu w 2007).
Zgodnie z raportem NPR z 12 lutego 2008 ten strajk kosztował ekonomię Los Angeles około 1,5 miliarda dolarów. Raport z UCLA Anderson School of Management szacuje straty w wysokości 380 milionów dolarów, a ekonomista Jack Kyser w wysokości 2,1 miliarda.